# أمراض منقولة بالقراد
الأمراض المنقولة بالقراد (بالإنجليزية: tick-borne diseases) وهي الأمراض الناجمة عن العديد من الكائنات الممرضة مثل البكتيريا والفيروسات والطفيليات. تصيب هذه الأمراض كل من الإنسان والحيوان وتنتقل عن طريق لسعة القراد.
ونظراً لأنه من الممكن أن تأوي القرادة الواحدة العديد من الكائنات الممرضة، فمن الممكن للفرد أن يصاب بأكثر من مرض في الوقت نفسه، وهذا بدوره يضاعف من صعوبة تشخيص وعلاج المرض.
في عام 2016 تم تسجيل 16 نوعاً معروفاً من الأمراض المنقولة بالقراد تصيب الإنسان، تم اكتشاف 4 منهم منذ العام 2013.

## التشخيص والعلاج
عموماً، لا توجد فحوصات مختبرية محددة لسهولة وسرعة تشخيص الأمراض المنقولة بالقراد. ولكونها قد تكون أمراضاً بالغة الخطورة، فإن البدء بالعلاج بالمضادات الحيوية يتم تقريره على أساس الأعراض السريرية فقط.

## التعرض للمرض
يميل القراد لأن يكون أكثر نشاطاً في الشهور الدافئة من العام. ويختلف ذلك طبقاً للموقع الجغرافي وحالة المناخ. ينتشر القراد بشكل أوسع في المناطق العشبية، والغابات، وحيث توجد الشجيرات أو مناطق القمامة. هؤلاء الذين يتعرضون للسعة القرادة قد يختبرون العديد من الأعراض مثل الآلام الجسدية، الحمى، الإرهاق، آلام بالمفاصل أو الطفح الجلدي.
كما يمكن التقليل من التعرض للقراد عن طريق ارتداء الملابس ذات الألوان الفاتحة (من سراويل وأكمام طويلة)، غسل وتجفيف الملابس باستمرار، استخدام مستحضرات طاردة للحشرات، و تفحص الجسم بشكل دوري للتأكد من خلوه من القراد أو عدم إصابته بلسعة القراد.

## أمثلة
أهم الأمراض المنقولة عن طريق القراد:
أمراض بكتيرية
- داء لايم
- الحمى الراجعة
- الحمى النمشية (التيفوس)
- حمى الجبال الصخرية المبقعة
- داء إيرليخ
- الداء التوليري (حمى الأرانب)

أمراض فيروسية
- التهاب الدماغ المنقول بالقراد
- حمى الكونغو والقرم النزفية
- حمى كولورادو القرادية

أمراض طفيلية
- داء البابسيات

سموم
- شلل القراد